# تشمة سرد (مقاطعة دورة)
تشمة سرد (بالإنجليزية: Cheshmeh Sard, Lorestan)‏ هي مستوطنة تقع في قسم تشكن الريفي (مقاطعة دورة) في إيران. يقدر عدد سكانها بـ 141 نسمة .